# Nun Mill Bay
Nun Mill Bay är en vik i Storbritannien.   Den ligger i kommunen Dumfries and Galloway och riksdelen Skottland, i den centrala delen av landet, 400 km nordväst om huvudstaden London.